# Balancieren

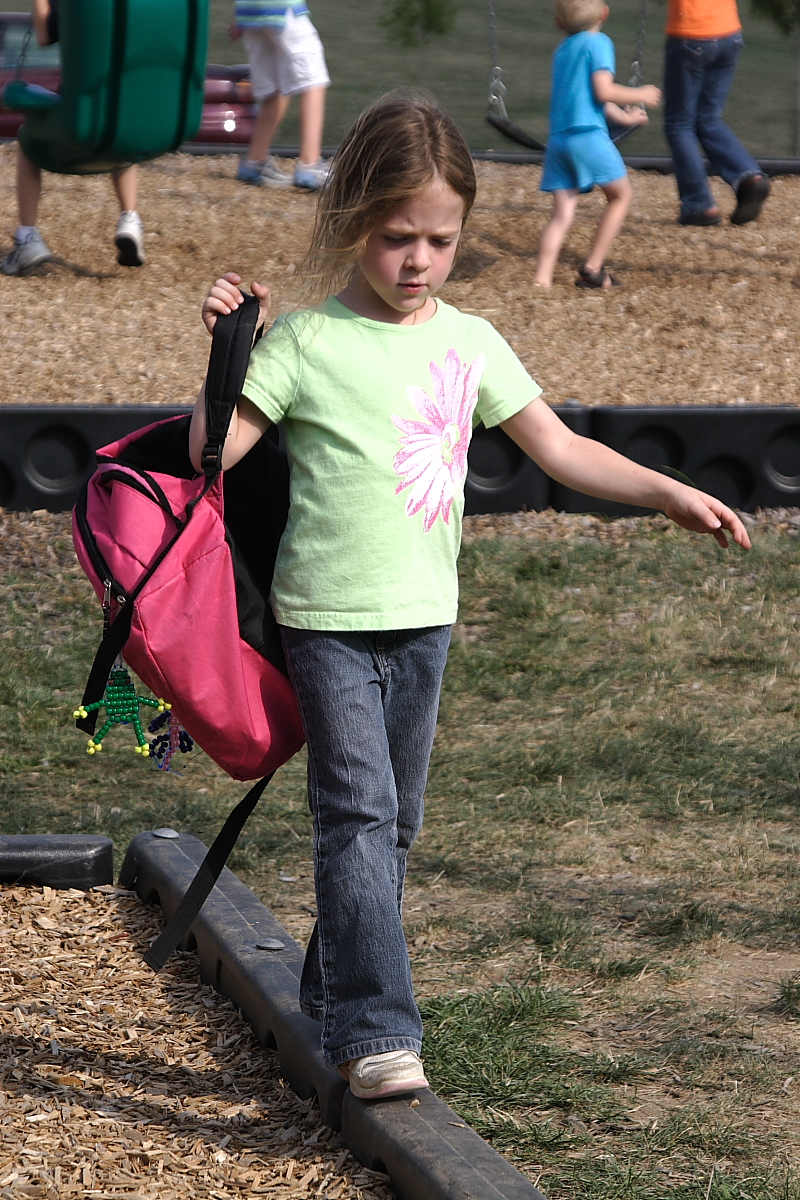
Balancieren als Training des Gleichgewichts

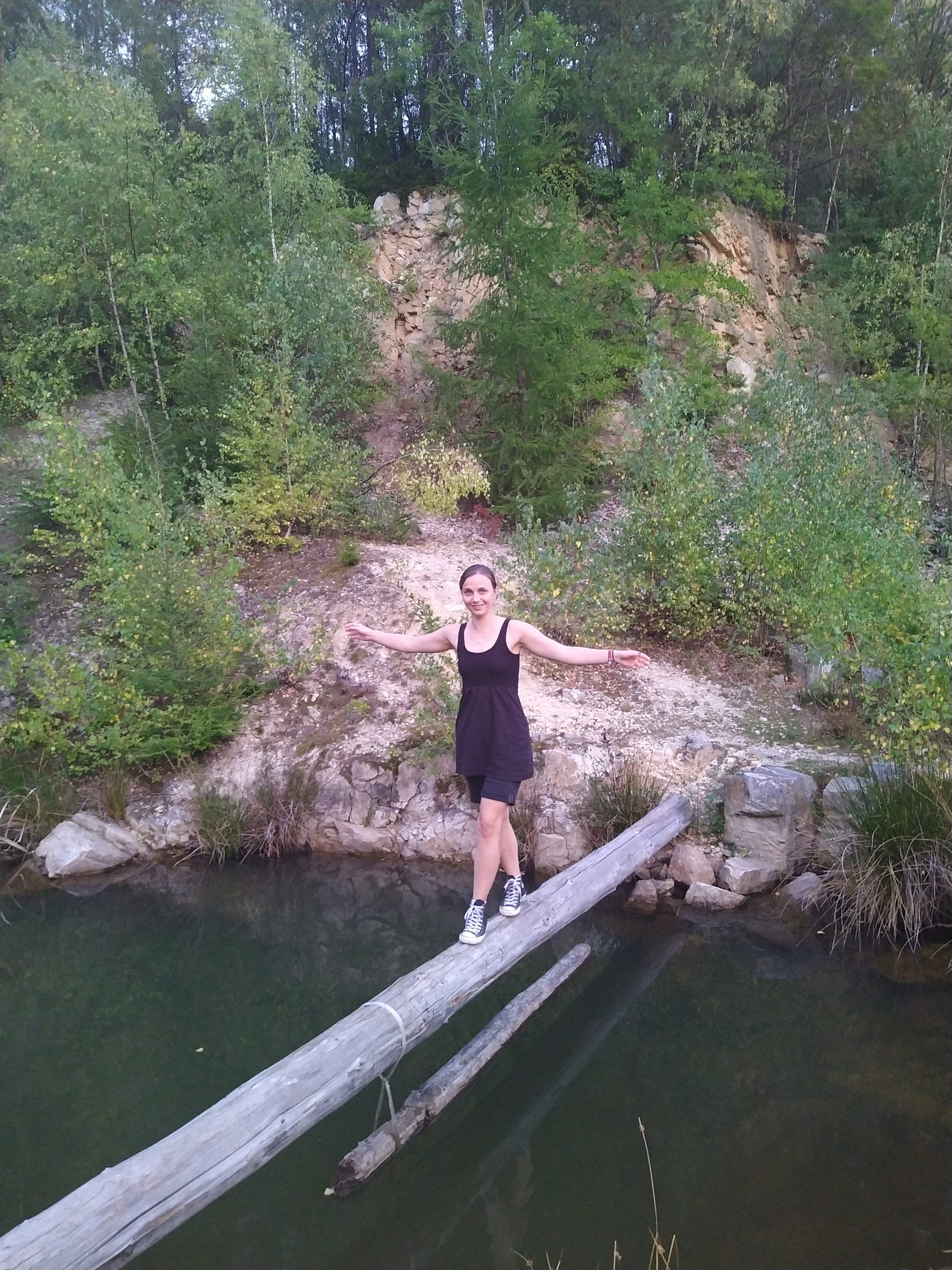
Frau balanciert auf Balken über Gewässer

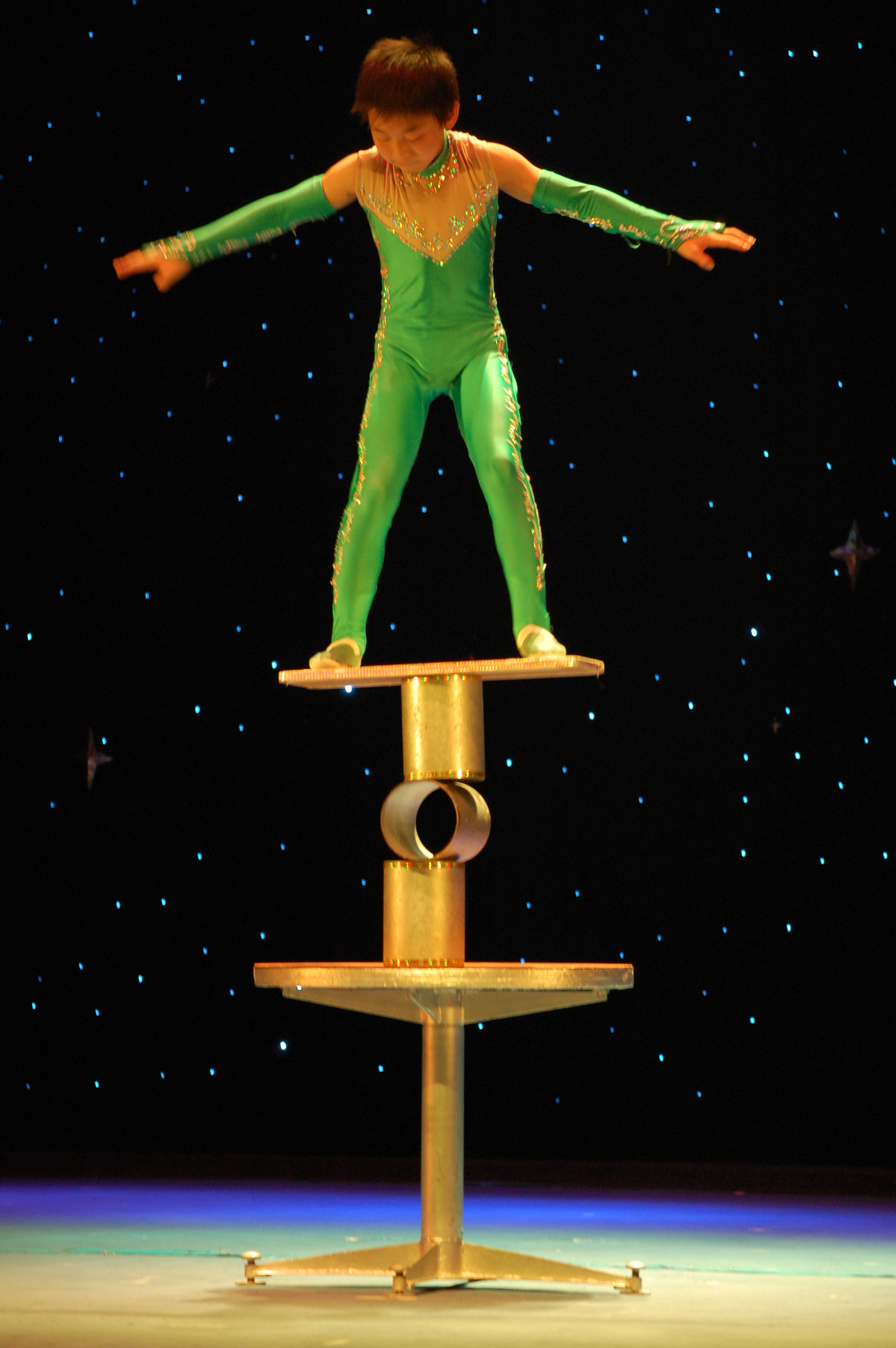
Ein Junge zeigt artistisches Balancieren

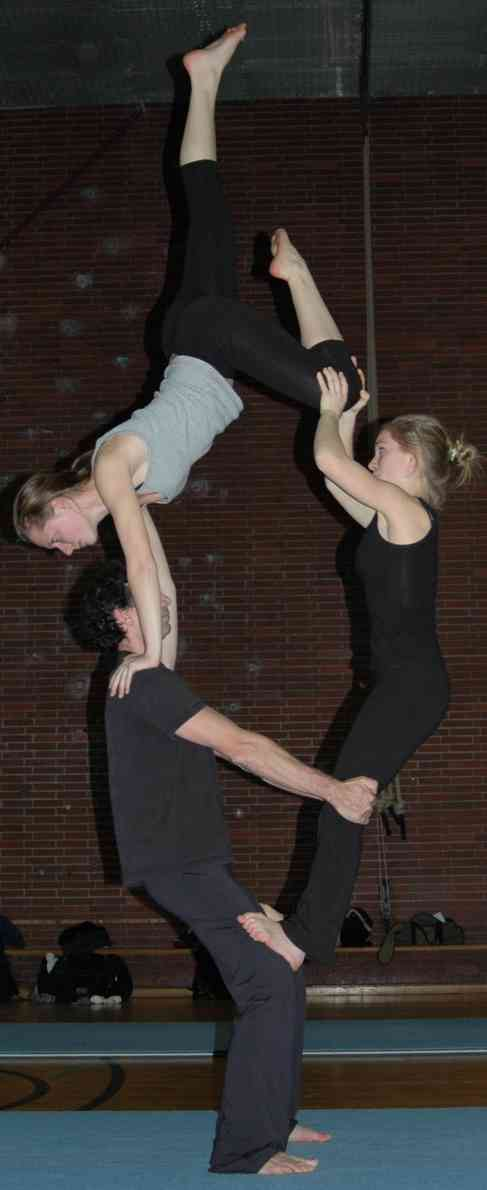
Mehrere Personen finden eine gemeinsame Balance

Balancieren bedeutet, sich selbst, einen Gegenstand oder auch andere Personen unter dem Einfluss des Schwerefeldes im mechanischen Gleichgewicht zu halten, wobei das Gleichgewicht wie beim inversen Pendel durch fortwährende Feinkorrekturen erreicht wird, da die Position selbst instabil ist. Bereits das gewöhnliche Stehen und Gehen ist ein Akt des Balancierens.
Balancieren bedeutet, dass man:
- im Stillstand den Körperschwerpunkt lotrecht über der Unterlage/Standfläche hält;
- in der Bewegung (labiles Gleichgewicht) das sogenannte Scheinlot – die Resultierende aus Schwerkraft und Fliehkraft – durch die Unterstützungsfläche gehen lässt;
- kleine Abweichungen des Scheinlots von der Standfläche rechtzeitig durch gegensteuernde Bewegungen korrigiert;
- für mehrere Personen, die sich gegenseitig in unterschiedlichen Positionen tragen, einen gemeinsamen, ggf. dynamischen Schwerpunkt finden und einhalten muss.

## Anatomie
Beim Balancieren einer Person spielt die Hauptrolle das Gleichgewichtsorgan (in beiden Innenohren) und der Muskelsinn, meist in Verbindung mit dem Sehen: Dabei darf der Kopf nicht zu stark geneigt oder bewegt werden, um das Entstehen von Schwindelgefühl zu vermeiden.

Mit Eigenversuchen lässt sich feststellen, dass die Genauigkeit, mit der wir die Lotrichtung feststellen können, etwa 1° beträgt – siehe auch Sichtnavigation. Daher genügt schon eine Kraft von 1–3 Prozent des Körpergewichts, um den Anfängen eines Ungleichgewichts entgegenzuwirken.
Beim Balancieren eines Gegenstandes spielen der Sehsinn und die Feinmotorik die Hauptrolle.

## Sport und Artistik
Im Sport und bei Spielen geht es oft darum, in der Bewegung das Gleichgewicht auf einer nur schmalen Lauf- oder Unterstützungs-Fläche zu halten. Eine Hilfe dabei ist das Ausbreiten der Arme oder bei Artisten eine Balancierstange, Schirm oder Fächer, weil dadurch die Reaktion auf kleine Änderungen der Neigung genauer und schneller wird.
Die artistische Kunst des Balancierens wird Äquilibristik genannt, die Künstler Äquilibristen. Bei den Ikarischen Spielen wird eine komplexe Balance gezeigt, die durch die vielen Würfe der Oberperson eine große Dynamik bekommt.

### Disziplinen
Sportliche und akrobatische Disziplinen, Geräte und Spiele, in denen das Balancieren ein wichtiges Element ist:
- Einrad
- Eiskunstlauf
- Gerätturnen
- Klettern
- Rola Bola
- Seiltanz
- Slacklining
- Stelzenlauf
- Parkour

## Lastenbeförderung

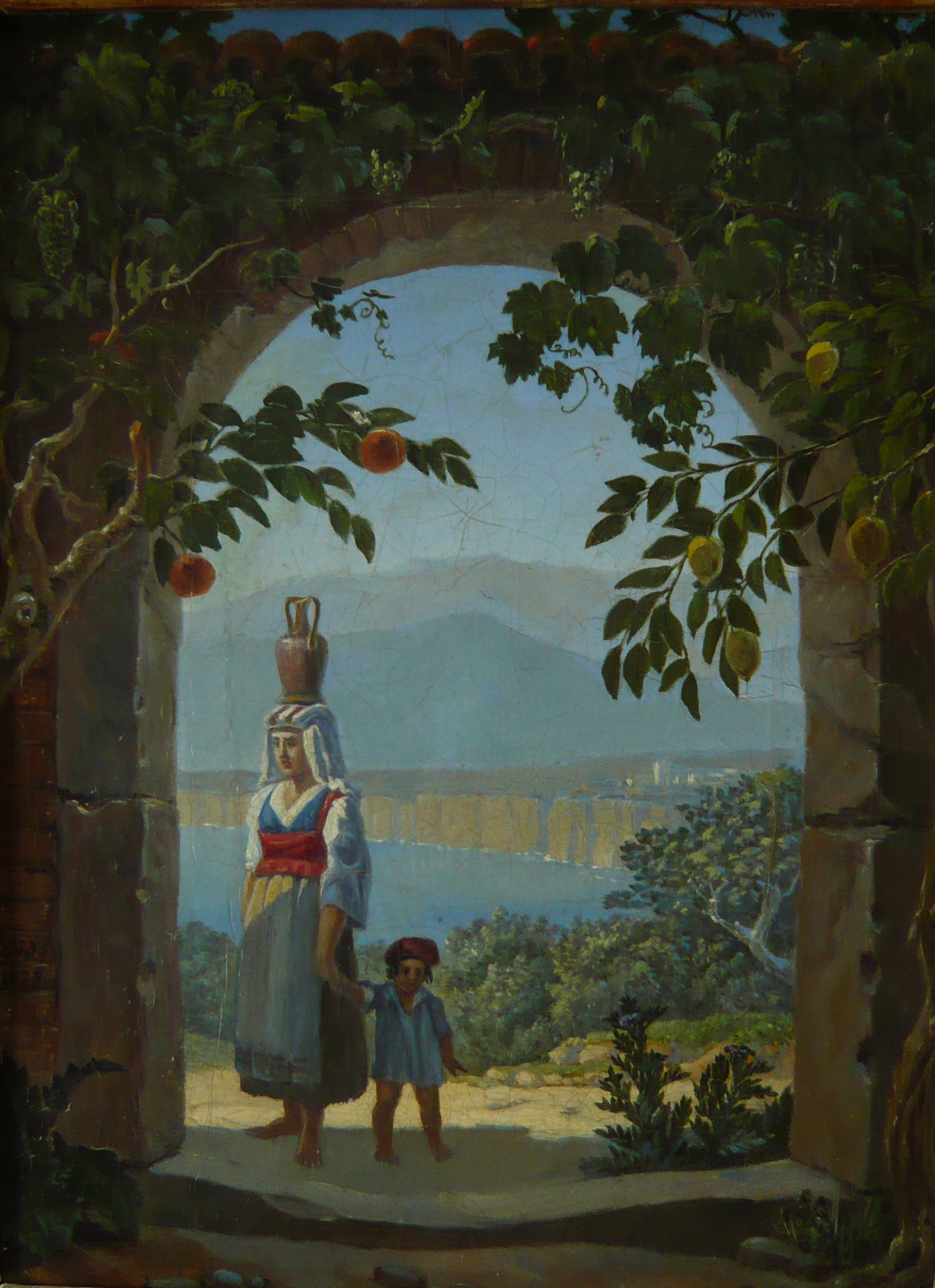
Historische Darstellung einer italienischen Frau in typischer Tracht, die einen Krug auf dem Kopf trägt. Carl Gustav Carus: Erinnerung an Sorrent, 1828

Ähnlich funktioniert das Balancieren von Gegenständen auf den Schultern oder auf dem Kopf. Das Tragen von Lasten auf dem Kopf, das in südlichen Ländern allgemein üblich ist, stellt die für Muskeln und Rückgrat schonendste Art des Lasttragens und insbesondere des Wasserholens dar. Dabei werden die Lasten ohne hinzusehen balanciert. Dies geschieht mit Hilfe einer passenden Auflage auf dem Kopf und erfordert vor allem ein kontrolliertes Ruhighalten und ggf. leichtes Neigen des Kopfes in der Bewegung, so dass die Last nicht durch Rucke kippt und dass ihr Scheinlot stets durch die Auflagefläche geht. Durch eine besondere Gangtechnik spart man dabei Energie und vermeidet unter Last die Auf- und Abwärtsbewegung der Hüften. So können dadurch bis zu 20 % des Körpergewichts ohne zusätzliche Anstrengung getragen werden.